# Церковь Святого Георгия (Тулча)
Церковь Святого Георгия (рум. Biserica Sfântul Gheorghe, болг. Църква „Св. Георги“) — храм Тулчской епархии Румынской православной церкви в городе Тулча. Также известна как Часовая церковь (рум. Biserica cu ceas).
По разным данным церковь построена в 1849, 1852 или 1857 году. Вывеска над входом в храм на болгарском языке гласит: «Тулча. 1857. 20 мая. Построен храм святого великомученика Георгия вспомоществованием Народного болгарского общества». В 1858 году с инициативы болгарского филантропа Хаджи Велю и профессора Извольского в церковном дворе построено здание болгарской начальной школы и гимназии. Церковь вошла в состав Болгарского экзархата. В 1874—1878 годах в храме служил епископ Браницкий Климент (Друмев). После 1878 года построена колокольня с часами, высотой 27 метров.
22 декабря 1916 года возле церкви отслужен торжественный молебен в честь занятия Тулчи болгарскими войсками. Во время Второй мировой войны болгарское население было депортировано согласно Крайовскому соглашению 1940 года. Церковь со всей богослужебной утварью перешла в руки румын.
В 1976—1979 годах храм был отреставрирован и повторно освящён 17 мая 1981 года. В 1989—1992 храма художник Николай Георге восстановил роспись храма, после чего 4 октября 1992 года он вновь был освящён архиепископом Томисским Лукианом.